# Viola seoulensis
Viola seoulensis är en violväxtart som beskrevs av Takenoshin Nakai. Viola seoulensis ingår i släktet violer, och familjen violväxter. Inga underarter finns listade i Catalogue of Life.